# Купена (Места)
Мегалитното светилище Купена се извисява 18 m над заливната тераса на река Места (на 25 m от средното ниво на реката), то се състои от конгломерати с гранитни късове.

## Откритие
Светилището е регистрирано при теренно проучване през пролетта на 2010 година от проф.Васил Марков (Югозападен Университет „Неофит Рилски“, Благоевград), проф.д-р Албена Георгиева и доц. Георги Гаров.

## Описание и особености
По време на теренното обхождане на местността „Купена“ край река Места, на терен проф. Марков регистрира три скално изсечени вкопавания. Един от тях е разположен върху хоризонтална площадка от западната страна на монументалната скала, а два във вертикалните стени на монолитната гранитна скала – по един от северната и южната страна.
Гледана от север, скалата напомня силуета на огромно човешко лице. При внимателно наблюдение е видимо, че своеобразното „око“ на лицето е допълнително изсечено и е аналогично на описаните по-горе скални вкопавания в останалата част на скалата.
Проф. Марков констатира, че на това място, коритото на реката е претърпяло изменения, в резултат на което културния пласт наоколо е изцяло унищожен, което не позволява светилището да бъде датирано. Може да се предполага че става дума за своеобразен тотем, допълнително дооформен силуетно като огромно лице – вероятно образът на мъжко божество или праисторически идол.

## Статут
Скалата Купена е обявена за природна забележителност със Заповед No.1187 от 19 април 1976 година, обнародвана в брой 44/1976 на Държавен вестник, защитената площ при местността е 13,1 хектара.